# TLR4
Toll样受体4（英語：Toll-like receptor 4）是由人类基因 TLR4 编码的蛋白质，是一种膜蛋白质，也被称为CD284（分化簇284，cluster of differentiation 284），是模式识别受体中Toll样受体（TLR）家族的成员，可结合其配体脂多糖（LPS）激活NF-κB信号通路，在先天免疫系統中起到重要作用。